# Cmentarz żydowski w Dzierzgoniu
Cmentarz żydowski w Dzierzgoniu – powstał najpewniej około 1838 i znajduje się przy dzisiejszej ul. Słonecznej, obok całkowicie zaniedbanego cmentarza ewangelickiego. Ma powierzchnię 0,17 ha. Do dziś zachowało się około trzydziestu nagrobków, z których najstarszy pochodzi z 1861. Cmentarz jest ogrodzony murem.